# Судска полиција Републике Српске
Судска полиција Републике Српске је полицијски орган у оквиру судске власти Републике Српске. Управа Судске полиције се налази у Врховном суду Републике Српске у Бањалуци.
Судска полиција је основана Законом о судској полицији у Републици Српској из 2002. године којим је утврђена њена одговорност, овлашћења, организација, средства за рад и дисциплинска одговорност. Почела је са радом 1. децембра 2003. године. Нови закон о судској полицији је донет 21. септембра 2011. године.

## Надлежности
Судска полиција има надлежности изврши задатке, послове и наредбе судова Републике Српске, као што су:
- Осигурање информација
- Принудно довођење сведока и вештака
- Принудно довођење и спровођење осумњичених, оптужених и осуђених лица
- Спровођење осуђених лица у установу за извршење кривичних санкција
- Провођења извршења судских одлука
- Обезбеђује зграде судова и јавних тужилаца, као и судије и друге раднике суда
- Одржава ред у судници и другим судским просторијама за време и у току суђења
- Давање упозорења
- Провера и утврђивање идентитета лица и ствари
- Позивање и остваривање потребних контаката са лицима
- Лишење слободе и задржавање лица
- Довођење и спровођење лица
- Потрага за лицима и стварима
- Привремено ограничење слободе кретања
- Издавање упозорења и наредби
- Привремено одузимање предмета
- Привремено кориштење туђих возила и комуникацијских средстава
- Преглед лица, ствари и превозних средстава
- Аудио и видео снимање на јавним мјестима
- Употреба средстава принуде
- Обрада личних података и вођење евиденција

У извршавању надлежности и овлашћења, Судска полиција може сарађивати са МУП Републике Српске
Законом о изменама и допунама закона о Судској полицији РС („Службени гласник РС“, број 57/16) предвиђено да председник Високог суда Републике Српске може склопити споразум са председником Врховног суда Федерације БиХ о сарадњи помоћи Судске полиције Републике Српске и Судске полиције Федерације Босне и Херцеговине, а до тад је било могуће само са тужилаштвима у Републици Српској потписати споразум о помоћи тужилаштву на захтев главног републичког тужиоца.

## Руководство и организација Судске полиције

### Руководство
Руководство (односно управа) Судске полиције чине:
- Председник Врховног суда Републике Српске (који управља судском полицијом и одговара за законито деловање Судске полиције)
- Директор Судске полиције (врши послове управљања које му је поверио председник Врховног суда)

Судска полиција врши послове у оквиру:
- Управе Судске полиције при Врховном суду
- Окружних центара Судске полиције при окружним судовима у Бањалуци, Бијељини, Добоју, Источном Сарајеву и Требињу
- Интервентне јединице Судске полиције при Врховном суду

Управу Судске полиције при Врховном суду чине:
- Директор Судске полиције, који руководи управом и окружним центрима Судске полиције и за свој рад одговара председнику Врховног суда. Он може да овласти једног од инспектора Судске полиције да га у случају одсутности или спречености замењује или заступа у пословима из делокруга рада које им он одреди.
- Инспекторат Судске полиције, која обавља опште и оперативно-безбедносне послове, а који одговорају директору Судске полиције за свој рад.
- Интервентна јединица Судске полиције, која је за свој рад одговорна директору Судске полиције.

Окружним центра Судске полиције при Окружним судовима руководе начелник и заменик начелника, док у окружном центру при Окружном суду у Бањалуци постоји и помоћник начелника. Сви они одговарају за свој рад директору Судске полиције.
У саставу окружних центара формирају се одељења и групе, који се налази при Основним судовима. Одељењем Судске полиције руководи командир одељења, а групом Судске полиције руководи вођа групе. Они одговарају за свој рад код начелника окружног центра Судске полиције. Прецизнија организација Судске полиције се уређује Правилником о унутрашњој организацији и систематизацији радних места. Њега предлаже директор Судске полиције, а доноси га председник Врховног суда уз претходну сагласност Министарства правде и Владе Републике Српске. Такође се у Правилнику наводе послови директора Судске полиције, Инспектората и Интерветне јединице Судске полиције.

### Организација
На следећи начин су окружни центри Судске полиције организоване:
- Окружни центар Судске полиције Бања Лука обавља послове и задатке утврђене и покрива подручје надлежности Окружног привредног суда у Бањој Луци и основних судова: Бања Лука, Градишка, Мркоњић Град, Котор Варош и Прњавор.
- Окружни центар Судске полиције Бијељина обавља послове и задатке утврђене и покрива подручје надлежности Окружног привредног суда у Бијељини и основних судова: Бијељина, Зворник и Сребреница.
- Окружни центар Судске полиције Добој обавља послове и задатке утврђене и покрива подручје надлежности Окружног привредног суда у Добоју и основних судова: Добој, Модрича, Дервента и Теслић.
- Окружни центар Судске полиције Источно Сарајево ообавља послове и задатке утврђене и покрива подручје надлежностиОкружног привредног суда у Источном Сарајеву и основних судова: Соколац, Вишеград и Власеница.
- Окружни центар Судске полиције Требиње обавља послове и задатке утврђене и покрива подручје надлежности Окружног привредног суда у Требињу и основних судова: Требиње и Фоча.
- Окружни центар Судске полиције Приједор обавља послове и задатке утврђене и покрива подручје надлежности Окружног привредног суда у Приједору и основних судова: Приједор, Нови Град и Козарска Дубица.

### Чинови
| Чинови Судске полиције Републике Српске | Чинови Судске полиције Републике Српске |
| --------------------------------------- | --------------------------------------- |
| Чинови                                  | Изглед еполете                          |
| генерални инспектор Судске полиције     |                                         |
| главни инспектор Судске полиције        |                                         |
| самостални инспектор Судске полиције    |                                         |
| виши инспектор Судске полиције          |                                         |
| инспектор Судске полиције               |                                         |
| млађи инспектор Судске полиције         |                                         |
| виши наредник Судске полиције           |                                         |
| наредник Судске полиције                |                                         |
| виши полицајац Судске полиције          |                                         |
| судски полицајац                        |                                         |